# Lac Llanquihue
Le Lac Llanquihue (lieu submergé en mapudungun), est un lac du Chili, situé dans la région des Lacs, dans les provinces d'Osorno et de Llanquihue. Il a une superficie de 860 km2 ce qui fait de lui le deuxième lac plus grand du Chili après le lago General Carrera. Il a une profondeur maximale de 317 mètres et est situé à 70 mètres d'altitude. Il est dominé par le volcan Osorno.
Près de ce lac, existent des villages qui connaissent un important développement touristique comme Puerto Varas, Frutillar, Puerto Octay et Llanquihue et des stations balnéaires comme Las Cascadas ou Ensenada.